# Saint-Jean-du-Castillonnais
Saint-Jean-du-Castillonnais ist eine französische Gemeinde mit 28 Einwohnern (Stand 1. Januar 2022) im Département Ariège in der Region Okzitanien. Sie gehört zum Kanton Couserans Ouest und zum Arrondissement Saint-Girons. 
Sie grenzt im Nordwesten an Herran, im Nordosten an Fougaron, im Osten an Buzan, im Süden an Orgibet, im Südwesten an Augirein und im Westen an Galey.

## Bevölkerungsentwicklung
| Jahr      | 1962 | 1968 | 1975 | 1982 | 1990 | 1999 | 2008 | 2017 |
| --------- | ---- | ---- | ---- | ---- | ---- | ---- | ---- | ---- |
| Einwohner | 36   | 31   | 46   | 33   | 20   | 22   | 26   | 23   |